# Муна Сабрі
Муна Сабрі (нар. 2 лютого 1984) — колишня марокканська тенісистка.
Найвищу одиночну позицію світового рейтингу — 1 місце досягла 22 липня 2002 року.

## Гра за національну збірну

### Кубок Федерації
Sabri made her Кубок Біллі Джин Кінг debut for Morocco in 2003, while the team was competing in the Europe/Africa Zone Group II, when she was 19 years and 87 days old.

#### Fed Cup (0–1)
| Участь у матчах груп            |
| ------------------------------- |
| Світова група (0–0)             |
| Плей-оф Світової групи (0–0)    |
| Світова група II (0–0)          |
| Плей-оф світової групи II (0–0) |
| Europe/Africa Group (0–1)       |

| Матчів за покриттям |
| ------------------- |
| Тверде (0–0)        |
| Ґрунт (0–1)         |
| Трава (0–0)         |
| Килим (0–0)         |

| Матчів за розрядом     |
| ---------------------- |
| Одиночний розряд (0–0) |
| Парний розряд (0–1)    |

| Закритий/відкритий корт |
| ----------------------- |
| Закритий корт (0–0)     |
| Відкритий корт (0–1)    |

##### Парний розряд (0–1)
| Розіграш                                 | Стадія | Дата           | Місце               | Супротивник | Покриття | Партнерка       | Суперниці                               | W/L | Рахунок       |
| ---------------------------------------- | ------ | -------------- | ------------------- | ----------- | -------- | --------------- | --------------------------------------- | --- | ------------- |
| 2003 Fed Cup Europe/Africa Zone Group II | Pool D | 30 квітня 2003 | Ешторіл, Португалія | Malta       | Ґрунт    | Бахія Мухтассен | Lisa Camenzuli Carol Cassar-Torreggiani | L   | 6–4, 1–6, 3–6 |